# Scratch the Surface
Scratch the Surface es el tercer álbum de estudio de larga duración de la banda estadounidense de hardcore punk Sick of It All, lanzado en 1994. Es el primer álbum de la banda con una discográfica multinacional, Eastwest Records.
A pesar de que, el disco no entrase en ninguna lista oficial de ventas, Scratch the Surface se convirtió en el más exitosos de la banda, llegando a dispensar dos sencillos: "Scratch the Surface" y "Step Down". El videoclip de "Step Down" apareció en el episodio de Beavis and Butt-Head "Premature Evacuation".

## Lista de canciones
1. "No Cure" – 2:58
2. "Insurrection" – 1:50
3. "Consume" – 3:42
4. "Who Sets the Rules" – 2:45
5. "Goatless" – 1:21
6. "Step Down" – 3:15
7. "Maladjusted" – 2:25
8. "Scratch the Surface" – 2:51
9. "Free Spirit" – 1:53
10. "Force My Hand" – 2:28
11. "Desperate Fool" – 1:52
12. "Return to Reality" – 2:43
13. "Farm Team" – 2:22
14. "Cease Fire" – 2:58